# Ниуа, Фолау
Фолау Ниуа (англ. Folau Niua, родился 27 января 1985 в Пало-Алто) — американский регбист, выступающий на позициях центра и винга. Игрок сборной США по регби-7, участник летних Олимпийских игр в Рио-де-Жанейро и Токио. Рекордсмен сборной США по регби-7 по числу матчей (355 встреч в Мировой серии и 67 сыгранных этапов).

## Ранние годы
Уроженец Пало-Алто (штат Калифорния). Учился в средней школе Вудсайд. Начинал карьеру в клубе «Ист Пало-Алто Рэйзорбэкс» (англ. East Palo Alto Razorbacks), с которым выиграл Второй дивизион национального чемпионата в 2009 году. В 2011 году в составе клуба «Сан-Франциско Голден Гейт» выиграл регбийную Суперлигу. В августе 2011 года сыграл в матче чемпионата звёзд (англ. National All-Star Championship) за команду «Пасифик Кост Гризлис».

## В сборных
Дебют Ниуа за сборную США по регби-7 состоялся на Панамериканских играх 2011 в Гвадалахаре: не имея опыта международных выступлений, он вышел играть в стартовом составе на позиции флай-хава. По итогам турнира Ниуа набрал 41 очко, став лучшим бомбардиром по очкам у сборной США с 78% успешных реализаций и завоевав бронзовую награду. В 2011 году он был в списке кандидатов на поездку на чемпионат мира по классическому регби в Новой Зеландии, однако в окончательную заявку не попал.
В январе 2012 года он подписал профессиональный контракт с Регби США, позволявший ему выступать за сборную по регби-7 в дальнейшем. Он стал игроком основного состава в сезоне Мировой серии сезона 2011/2012, став одним из лидеров бомбардирской гонки в сборной США. Также он выступал в сезоне 2012/2013, набрав 30 очков на этапе в Южной Африке. В 2013 году Ниуа сыграл на чемпионате мира в Москве, а 17 августа того же года состоялся дебют Ниуа и за сборную по регби-15, в матче против Канады в Чарльстоне.

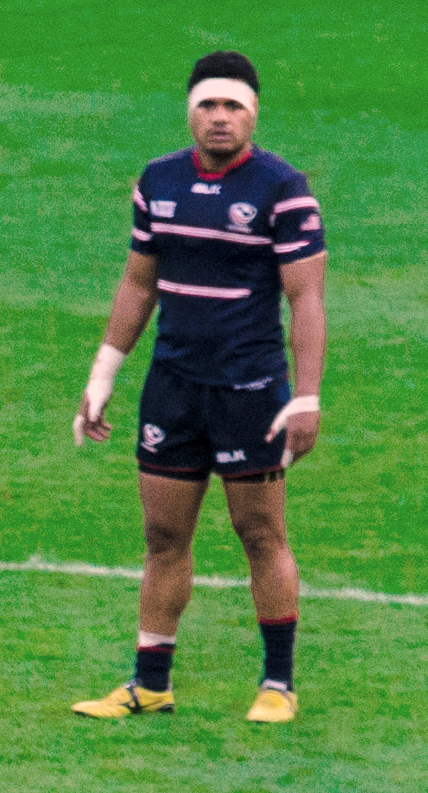
Ниуа на чемпионате мира 2015 года

В феврале 2014 года Ниуа заключил контракт с клубом Про14 «Глазго Уорриорз», однако единственную игру провёл только 23 февраля 2014 года против клуба «Ньюпорт Гвент Дрэгонс», проведя 18 минут на поле. В конце сезона он покинул клуб.
В 2015 году Ниуа впервые сыграл на чемпионате по классическому регби в Англии, проведя два матча на позиции центра. Второй матч на турнире и последний матч в сборной по регби-15 состоялся 7 октября 2015 года в Лондоне против ЮАР, а всего в активе Ниуа было 17 матчей и 28 набранных очков в «пятнашке». В 2016 году сыграл за сборную США на летних Олимпийских играх в Рио-де-Жанейро, проведя 5 матчей и занеся одну попытку в игре против Бразилии (победа 26:0), а сборная США заняла 9-е место на играх.
В 2018 году сыграл на чемпионате мира в Сан-Франциско (6-е место со сборной); в том же году впервые со сборной выиграл этап Мировой серии (домашний этап в Лас-Вегасе). В 2019 году на этапе Мировой серии в Париже сломал ногу и выбыл на полтора года. В 2021 году вошёл в заявку сборной на Олимпиаду в Токио, сыграл 6 матчей, очков не набрал (капитан сборной в матче против ЮАР в групповом этапе).
В качестве своих хобби называет рыбалку, видеоигры, гольф и времяпрепровождение с семьёй.